# 江苏省机场列表
截至2023年9月，中华人民共和国江苏省境内已有民用机场9座，取证通用机场7座，规划机场1座，无在建机场。民航部分属于华东地区管理局，军用部分属于东部战区。（颜色说明： 使用中 、 建设中 、 规划中 、 已废弃 ）

## 列表
| 机场名称                                | ICAO | IATA | 用途               | 服务城市      | 启用年份  | 状态   | 管理机构                                                                              |
| --------------------------------------- | ---- | ---- | ------------------ | ------------- | --------- | ------ | ------------------------------------------------------------------------------------- |
| 南京禄口国际机场                        | ZSNJ | NKG  | 民用               | 南京市        | 1997      | 使用中 | 东部机场集团有限公司南京禄口国际机场                                                  |
| 无锡硕放机场/民用 空军硕放机场/军用     | ZSWX | WUX  | 军民合用           | 无锡市 苏州市 | 2004      | 使用中 | 苏南硕放国际机场有限公司 中国人民解放军东部战区空军                                   |
| 徐州观音国际机场                        | ZSXZ | XUZ  | 民用               | 徐州市        | 1997      | 使用中 | 徐州观音国际机场有限责任公司（东部机场集团有限公司）                                  |
| 常州奔牛国际机场/民用 海军奔牛机场/军用 | ZSCG | CZX  | 军民合用           | 常州市 丹阳市 | 1986      | 使用中 | 常州奔牛国际机场有限责任公司（东部机场集团有限公司） 中国人民解放军东部战区海军航空兵 |
| 南通兴东国际机场                        | ZSNT | NTG  | 民用               | 南通市        | 1993      | 使用中 | 南通机场集团有限公司                                                                  |
| 连云港花果山机场                        | ZSLG | LYG  | 民用               | 连云港市      | 2021      | 使用中 | 连云港花果山机场建设投资有限公司（东部机场集团有限公司）                              |
| 淮安涟水国际机场                        | ZSSH | HIA  | 民用               | 淮安市        | 2010      | 使用中 | 淮安涟水国际机场有限责任公司（东部机场集团有限公司）                                  |
| 盐城南洋国际机场/民用 空军盐城机场/军用 | ZSYN | YNZ  | 军民合用           | 盐城市        | 2000      | 使用中 | 盐城南洋国际机场有限责任公司（东部机场集团有限公司） 中国人民解放军东部战区空军       |
| 扬州泰州国际机场                        | ZSYA | YTY  | 民用               | 扬州市 泰州市 | 2012      | 使用中 | 扬州泰州国际机场投资建设有限责任公司（东部机场集团有限公司）                          |
| 空军如皋机场                            | -    | -    | 军用               | 如皋市        | -         | 使用中 | 中国人民解放军东部战区空军                                                            |
| 连云港白塔埠机场/民用 空军连云港机场    | ZSLG | LYG  | 军用（曾军民合用） | 连云港市      | 1985-2021 | 使用中 | 中国人民解放军东部战区空军                                                            |
| 空军南京机场                            | -    | -    | 军用               | 南京市        | -         | 使用中 | 中国人民解放军东部战区空军                                                            |
| 空军光福机场                            | ZSSZ | SZV  | 军用               | 苏州市        | -         | 使用中 | 中国人民解放军东部战区空军                                                            |
| 陆航土山机场                            | -    | -    | 军用               | 南京市        | -         | 使用中 | 中国人民解放军东部战区陆军                                                            |
| 空军徐州机场                            | -    | -    | 军用               | 徐州市        | -         | 使用中 | 中国人民解放军东部战区空军                                                            |
| 陆航泗洪机场                            | -    | -    | 军用               | 宿迁市        | -         | 使用中 | 中国人民解放军东部战区陆军                                                            |
| 盐城射阳通用机场                        | -    | -    | 通用               | 盐城市        | -         | 使用中 | 射阳县通用机场管理有限公司                                                            |
| 镇江大路通用机场                        | ZSDL | AZJ  | 通用               | 镇江市        | -         | 使用中 | 镇江大路通用机场管理有限公司                                                          |
| 新沂棋盘机场                            | -    | -    | 通用               | 新沂市        | -         | 使用中 | 新沂市棋盘通用机场有限公司                                                            |
| 无锡丁蜀机场                            | -    | -    | 通用               | 无锡市        | -         | 使用中 | 无锡丁蜀通用机场管理有限公司                                                          |
| 徐州杨庙农用机场                        | -    | -    | 通用               | 徐州市        | -         | 使用中 | 江苏省徐州农用航空站                                                                  |
| 溧阳长荡湖机场                          | -    | -    | 通用               | 溧阳市        | -         | 使用中 | 江苏长荡湖通用机场有限公司                                                            |
| 盐城建湖通用机场                        | -    | -    | 通用               | 盐城市        | -         | 使用中 | 江苏建湖通用机场有限公司                                                              |
| 上海南通国际机场                        | -    | -    | 民用               | 上海市 南通市 | -         | 规划中 | 上海机场集团通场建设管理有限公司（上海机场(集团)有限公司）                            |
| 南京明故宫机场                          | -    | -    | 民用               | 南京市        | 1954-1956 | 已废弃 | 民航江苏省管理局                                                                      |
| 南京大校场机场/民用 空军南京场站/军用   | ZSNJ | NKG  | 军民合用           | 南京市        | 1956-1997 | 已废弃 | 民航江苏省管理局 中国人民解放军东部战区空军                                           |
| 徐州九里山机场                          | -    | -    | 民用               | 徐州市        | 1955-1958 | 已废弃 | 民航江苏省管理局                                                                      |
| 新海连机场                              | -    | -    | 民用               | 连云港市      | 1961-1962 | 已废弃 | 民航江苏省管理局                                                                      |
| 淮阴钵池机场                            | -    | -    | 民用               | 淮安市        | 1959-1962 | 已废弃 | 民航江苏省管理局                                                                      |
| 空军徐州机场                            | -    | -    | 军用               | 徐州市        | -         | 已废弃 | 中国人民解放军东部战区空军                                                            |
| 海军洪庄机场                            | -    | -    | 军用               | 常州市        | -         | 已废弃 | 中国人民解放军东部战区海军航空兵                                                      |

## 发展历程
1912年在南京诞生的小营机场，仅比中国最早的机场——南苑机场晚两年。此后，国民政府在江苏省修建了南京小营、明故营、大校场、徐州九里山、大郭庄、海州杨圩、常州洪庄等25个中小型军用机场（部分为军民合用机场）。这些小型机场在中华人民共和国建立后逐渐废弃。
中华人民共和国成立后，华东军区重建了九里山机场。南京军区则新建了常州奔牛机场、连云港白塔埠等军用机场。大跃进前，民用航空接受地方政府领导。1950年代末，江苏省运输厅投资新建了淮阴、南通两地的小型民航机场（另有新海连机场，未通航，是否省厅投资不详），开辟地方航线，但未能维持运营。至1962年4月，地方航线全部停航，部分国内航线停航。
1974年，民航江苏局客运人数突破万人。改革开放后，江苏经济得到长足发展。1985年常州奔牛机场、连云港白塔埠机场转为军合用机场，同年，江苏航空客运人数突破十万人。此后又重建了南通兴东机场。
与公共航空运输相比，江苏省的通用航空规模不大。2010年，仅有12部通用航空飞行器，全年飞行时长2550小时。2015年时，江苏共有8个通用机场，6座运营中。从业人员130人，其中飞行员36人，全年飞行时长6558小时。2016年，有通用航空企业12家，占全国4.1%，通用航空飞行器增至31部，占全国1.5%。在江苏省人民政府的计划中，十三五规划中布局16座。十三五规划结束时，即2020年，布局35座。远期达到70座。但地级市的计划则可能超过省内计划（参见：泰州市）。

## 备注
1. ↑  编纂：江苏省志编纂委员会；责任编辑：姜克强 (编). . . 江苏省人民出版社. 1996  [2017-08-16]. ISBN 7-214-01745-8. （原始内容存档于2015-08-13） （中文（简体））.
2. ↑  编纂：江苏省志编纂委员会；责任编辑：姜克强 (编). . . 江苏省人民出版社. 1996  [2017-08-16]. ISBN 7-214-01745-8. （原始内容存档于2015-08-13） （中文（简体））.
3. 1 2  编纂：江苏省志编纂委员会；责任编辑：姜克强 (编). . . 江苏省人民出版社. 1996  [2017-08-16]. ISBN 7-214-01745-8. （原始内容存档于2015-08-13） （中文（简体））.